# Eisschnelllauf-Sprintweltmeisterschaft 1998
Die 29. Eisschnelllauf-Sprintweltmeisterschaft wurde vom 24. bis 25. Januar im deutschen Berlin (Sportforum Hohenschönhausen) ausgetragen.

## Wettbewerb
- 74 Sportler aus 23 Nationen nahmen am Mehrkampf teil

| Teilnehmende Nationen                         | Teilnehmende Nationen                  | Teilnehmende Nationen             | Teilnehmende Nationen                    | Teilnehmende Nationen            | Teilnehmende Nationen               |
| --------------------------------------------- | -------------------------------------- | --------------------------------- | ---------------------------------------- | -------------------------------- | ----------------------------------- |
| Österreich Belarus Kanada Volksrepublik China | Finnland Frankreich Deutschland Ungarn | Italien Japan Kasachstan Südkorea | Lettland Niederlande Norwegen Neuseeland | Polen Portugal Rumänien Russland | Schweden Ukraine Vereinigte Staaten |

### Frauen

#### Endstand
- Zeigt die zwölf erfolgreichsten Sportlerinnen der Sprint-WM

| Rang | Name                | 1. Lauf 500 Meter | Pkt.  | 1. Lauf 1.000 Meter | Pkt.  | 2. Lauf 500 Meter | Pkt.  | 2. Lauf 1.000 Meter | Pkt.  | Gesamt- pkt. |
| ---- | ------------------- | ----------------- | ----- | ------------------- | ----- | ----------------- | ----- | ------------------- | ----- | ------------ |
| 1    | Catriona LeMay-Doan | 38,60 (1)         | 38,60 | 1:17,70 (3)         | 38,85 | 38,65 (1)         | 38,65 | 1:17,58 (3)         | 38,79 | 154,890      |
| 2    | Sabine Völker       | 39,01 (2)         | 39,01 | 1:17,53 (2)         | 38,76 | 39,45 (3)         | 39,45 | 1:17,80 (4)         | 38,90 | 156,125      |
| 3    | Chris Witty         | 39,25 (4)         | 39,25 | 1:17,39 (1)         | 38,69 | 39,61 (7)         | 39,61 | 1:17,53 (2)         | 38,76 | 156,320      |
| 4    | Franziska Schenk    | 39,42 (7)         | 39,42 | 1:18,79 (5)         | 39,39 | 39,46 (4)         | 39,46 | 1:17,49 (1)         | 38,74 | 157,020      |
| 5    | Kyoko Shimazaki     | 39,19 (3)         | 39,19 | 1:18,89 (6)         | 39,44 | 39,46 (4)         | 39,46 | 1:19,48 (9)         | 39,74 | 157,835      |
| 6    | Anke Baier-Loef     | 39,71 (10)        | 39,71 | 1:18,65 (4)         | 39,32 | 39,58 (6)         | 39,58 | 1:18,78 (6)         | 39,39 | 158,005      |
| 7    | Susan Auch          | 39,29 (6)         | 39,29 | 1:19,54 (10)        | 39,77 | 39 (2)            | 39    | 1:20,25 (12)        | 40,12 | 158,185      |
| 8    | Marianne Timmer     | 40,07 (15)        | 40,07 | 1:18,98 (7)         | 39,49 | 39,91 (11)        | 39,91 | 1:18,39 (5)         | 39,19 | 158,665      |
| 9    | Monique Garbrecht   | 39,66 (8)         | 39,66 | 1:19,82 (11)        | 39,91 | 39,89 (10)        | 39,89 | 1:19,04 (7)         | 39,52 | 158,980      |
| 10   | Tomomi Okazaki      | 39,28 (5)         | 39,28 | 1:20,19 (14)        | 40,09 | 39,64 (8)         | 39,64 | 1:20,34 (15)        | 40,17 | 159,185      |
| 11   | Becky Sundstrom     | 40,02 (13)        | 40,02 | 1:19,22 (9)         | 39,61 | 40,28 (15)        | 40,28 | 1:19,70 (10)        | 39,85 | 159,760      |
| 12   | Xue Ruihong         | 39,69 (9)         | 39,69 | 1:20,23 (15)        | 40,11 | 39,81 (9)         | 39,81 | 1:20,39 (16)        | 40,19 | 159,810      |

#### 1. Lauf 500 Meter
| Platz | Name                | Land                | Zeit  | Punkte |
| ----- | ------------------- | ------------------- | ----- | ------ |
| 1     | Catriona LeMay-Doan | Kanada              | 38,60 | 38,60  |
| 2     | Sabine Völker       | Deutschland         | 39,01 | 39,01  |
| 3     | Kyoko Shimazaki     | Japan               | 39,19 | 39,19  |
| 4     | Chris Witty         | Vereinigte Staaten  | 39,25 | 39,25  |
| 5     | Tomomi Okazaki      | Japan               | 39,28 | 39,28  |
| 6     | Susan Auch          | Kanada              | 39,29 | 39,29  |
| 7     | Franziska Schenk    | Deutschland         | 39,42 | 39,42  |
| 8     | Monique Garbrecht   | Deutschland         | 39,66 | 39,66  |
| 9     | Xue Ruihong         | Volksrepublik China | 39,69 | 39,69  |
| 10    | Anke Baier-Loef     | Deutschland         | 39,71 | 39,71  |
|       |                     |                     |       |        |
| 28    | Emese Hunyady       | Österreich          | 41,42 | 41,42  |

#### 1. Lauf 1.000 Meter
| Platz | Name                             | Land               | Zeit    | Punkte |
| ----- | -------------------------------- | ------------------ | ------- | ------ |
| 1     | Chris Witty                      | Vereinigte Staaten | 1:17,39 | 38,69  |
| 2     | Sabine Völker                    | Deutschland        | 1:17,53 | 38,76  |
| 3     | Catriona LeMay-Doan              | Kanada             | 1:17,70 | 38,85  |
| 4     | Anke Baier-Loef                  | Deutschland        | 1:18,65 | 39,32  |
| 5     | Franziska Schenk                 | Deutschland        | 1:18,79 | 39,39  |
| 6     | Kyoko Shimazaki                  | Japan              | 1:18,89 | 39,44  |
| 7     | Marianne Timmer Annamarie Thomas | Niederlande        | 1:18,98 | 39,49  |
| 9     | Becky Sundstrom                  | Vereinigte Staaten | 1:19,22 | 39,61  |
| 10    | Susan Auch                       | Kanada             | 1:19,54 | 39,77  |
|       |                                  |                    |         |        |
| 11    | Monique Garbrecht                | Deutschland        | 1:19,82 | 39,91  |
| 19    | Emese Hunyady                    | Österreich         | 1:20,45 | 40,22  |

#### 2. Lauf 500 Meter
| Platz | Name                             | Land                | Zeit  | Punkte |
| ----- | -------------------------------- | ------------------- | ----- | ------ |
| 1     | Catriona LeMay-Doan              | Kanada              | 38,65 | 38,65  |
| 2     | Susan Auch                       | Kanada              | 39,00 | 39,00  |
| 3     | Sabine Völker                    | Deutschland         | 39,45 | 39,45  |
| 4     | Franziska Schenk Kyoko Shimazaki | Deutschland Japan   | 39,46 | 39,46  |
| 6     | Anke Baier-Loef                  | Deutschland         | 39,58 | 39,58  |
| 7     | Chris Witty                      | Vereinigte Staaten  | 39,61 | 39,61  |
| 8     | Tomomi Okazaki                   | Japan               | 39,64 | 39,64  |
| 9     | Xue Ruihong                      | Volksrepublik China | 39,81 | 39,81  |
| 10    | Monique Garbrecht                | Deutschland         | 39,89 | 39,89  |
|       |                                  |                     |       |        |
| 25    | Emese Hunyady                    | Österreich          | 40,92 | 40,92  |

#### 2. Lauf 1.000 Meter
| Platz | Name                | Land               | Zeit    | Punkte |
| ----- | ------------------- | ------------------ | ------- | ------ |
| 1     | Franziska Schenk    | Deutschland        | 1:17,49 | 38,74  |
| 2     | Chris Witty         | Vereinigte Staaten | 1:17,53 | 38,76  |
| 3     | Catriona LeMay-Doan | Kanada             | 1:17,58 | 38,79  |
| 4     | Sabine Völker       | Deutschland        | 1:17,80 | 38,90  |
| 5     | Marianne Timmer     | Niederlande        | 1:18,39 | 39,19  |
| 6     | Anke Baier-Loef     | Deutschland        | 1:18,78 | 39,39  |
| 7     | Monique Garbrecht   | Deutschland        | 1:19,04 | 39,52  |
| 8     | Annamarie Thomas    | Niederlande        | 1:19,11 | 39,55  |
| 9     | Kyoko Shimazaki     | Japan              | 1:19,48 | 39,74  |
| 10    | Becky Sundstrom     | Vereinigte Staaten | 1:19,70 | 39,85  |
|       |                     |                    |         |        |
| 14    | Emese Hunyady       | Österreich         | 1:20,32 | 40,16  |

### Männer

#### Endstand
- Zeigt die zwölf erfolgreichsten Sportler der Sprint-WM

| Rang | Name                | 1. Lauf 500 Meter | Pkt.  | 1. Lauf 1.000 Meter | Pkt.  | 2. Lauf 500 Meter | Pkt.  | 2. Lauf 1.000 Meter | Pkt.  | Gesamt- pkt. |
| ---- | ------------------- | ----------------- | ----- | ------------------- | ----- | ----------------- | ----- | ------------------- | ----- | ------------ |
| 1    | Jan Bos             | 36,03 (1)         | 36,03 | 1:11,59 (1)         | 35,79 | 36,36 (4)         | 36,36 | 1:11,10 (1)         | 35,55 | 143,735      |
| 2    | Jeremy Wotherspoon  | 36,16 (2)         | 36,16 | 1:12,27 (3)         | 36,13 | 35,99 (1)         | 35,99 | 1:12,28 (3)         | 36,14 | 144,425      |
| 3    | Erben Wennemars     | 36,55 (9)         | 36,55 | 1:12,65 (6)         | 36,32 | 36,49 (6)         | 36,49 | 1:11,74 (2)         | 35,87 | 145,235      |
| 4    | Hiroyasu Shimizu    | 36,16 (2)         | 36,16 | 1:12,67 (7)         | 36,33 | 36,25 (3)         | 36,25 | 1:13,36 (15)        | 36,68 | 145,425      |
| 5    | Kevin Overland      | 36,45 (6)         | 36,45 | 1:12,91 (10)        | 36,45 | 36,81 (13)        | 36,81 | 1:12,28 (3)         | 36,14 | 145,855      |
| 6    | Manabu Horii        | 36,45 (6)         | 36,45 | 1:13,76 (19)        | 36,88 | 36,12 (2)         | 36,12 | 1:12,86 (10)        | 36,43 | 145,880      |
| 7    | Jakko Jan Leeuwangh | 36,89 (16)        | 36,89 | 1:12,24 (2)         | 36,12 | 36,89 (18)        | 36,89 | 1:12,29 (5)         | 36,14 | 146,045      |
| 8    | Patrick Bouchard    | 36,33 (4)         | 36,33 | 1:14,09 (20)        | 37,04 | 36,39 (5)         | 36,39 | 1:13,14 (12)        | 36,57 | 146,335      |
| 9    | Christian Breuer    | 36,78 (13)        | 36,78 | 1:12,87 (9)         | 36,43 | 37,24 (24)        | 37,24 | 1:12,44 (6)         | 36,22 | 146,675      |
| 10   | Kim Yoon-man        | 36,99 (21)        | 36,99 | 1:13,27 (13)        | 36,63 | 36,64 (9)         | 36,64 | 1:12,87 (11)        | 36,43 | 146,700      |
| 11   | Paweł Abratkiewicz  | 36,87 (14)        | 36,87 | 1:13,24 (12)        | 36,62 | 36,92 (20)        | 36,92 | 1:12,70 (9)         | 36,35 | 146,760      |
| 12   | Lee Kyu-hyeok       | 36,96 (19)        | 36,96 | 1:12,85 (8)         | 36,42 | 36,87 (17)        | 36,87 | 1:13,24 (14)        | 36,62 | 146,875      |

#### 1. Lauf 500 Meter
| Platz | Name                                                 | Land                | Zeit  | Punkte |
| ----- | ---------------------------------------------------- | ------------------- | ----- | ------ |
| 1     | Jan Bos                                              | Niederlande         | 36,03 | 36,03  |
| 2     | Jeremy Wotherspoon Hiroyasu Shimizu Patrick Bouchard | Kanada Japan Kanada | 36,16 | 36,16  |
| 5     | Alexander Golubew                                    | Russland            | 36,43 | 36,43  |
| 6     | Kevin Overland Manabu Horii                          | Kanada Japan        | 36,45 | 36,45  |
| 8     | Sylvain Bouchard                                     | Kanada              | 36,50 | 36,50  |
| 9     | Erben Wennemars                                      | Niederlande         | 36,55 | 36,55  |
| 10    | Grunde Njøs                                          | Norwegen            | 36,72 | 36,72  |
|       |                                                      |                     |       |        |
| 13    | Christian Breuer                                     | Deutschland         | 36,78 | 36,78  |
| 23    | Michael Künzel                                       | Deutschland         | 37,11 | 37,11  |
| 25    | Roland Brunner                                       | Österreich          | 37,20 | 37,20  |

#### 1. Lauf 1.000 Meter
| Platz | Name                | Land        | Zeit    | Punkte |
| ----- | ------------------- | ----------- | ------- | ------ |
| 1     | Jan Bos             | Niederlande | 1:11,59 | 35,79  |
| 2     | Jakko Jan Leeuwangh | Niederlande | 1:12,24 | 36,12  |
| 3     | Jeremy Wotherspoon  | Kanada      | 1:12,27 | 36,13  |
| 4     | Sylvain Bouchard    | Kanada      | 1:12,37 | 36,18  |
| 5     | Ådne Søndrål        | Norwegen    | 1:12,40 | 36,20  |
| 6     | Erben Wennemars     | Niederlande | 1:12,65 | 36,32  |
| 7     | Hiroyasu Shimizu    | Japan       | 1:12,67 | 36,33  |
| 8     | Lee Kyu-hyeok       | Südkorea    | 1:12,85 | 36,42  |
| 9     | Christian Breuer    | Deutschland | 1:12,87 | 36,43  |
| 10    | Kevin Overland      | Kanada      | 1:12,91 | 36,45  |
|       |                     |             |         |        |
| 16    | Roland Brunner      | Österreich  | 1:13,58 | 36,79  |
| 23    | Michael Künzel      | Deutschland | 1:14,21 | 37,10  |

#### 2. Lauf 500 Meter
| Platz | Name                                                 | Land        | Zeit  | Punkte |
| ----- | ---------------------------------------------------- | ----------- | ----- | ------ |
| 1     | Jeremy Wotherspoon                                   | Kanada      | 35,99 | 35,99  |
| 2     | Manabu Horii                                         | Japan       | 36,12 | 36,12  |
| 3     | Hiroyasu Shimizu                                     | Japan       | 36,25 | 36,25  |
| 4     | Jan Bos                                              | Niederlande | 36,36 | 36,36  |
| 5     | Patrick Bouchard                                     | Kanada      | 36,39 | 36,39  |
| 6     | Erben Wennemars                                      | Niederlande | 36,49 | 36,49  |
| 7     | Toshiyuki Kuroiwa                                    | Japan       | 36,55 | 36,55  |
| 8     | Alexander Golubew                                    | Russland    | 36,57 | 36,57  |
| 9     | Kim Yoon-man                                         | Südkorea    | 36,64 | 36,64  |
| 10    | Sergei Klewtschenja                                  | Russland    | 36,67 | 36,67  |
|       |                                                      |             |       |        |
| 11    | Michael Künzel                                       | Deutschland | 36,68 | 36,68  |
| 15    | [[Roland Brunner (Eisschnellläufer)<Roland Brunner]] | Österreich  | 36,83 | 36,83  |
| 24    | Christian Breuer                                     | Deutschland | 37,24 | 37,24  |

#### 2. Lauf 1.000 Meter
| Platz | Name                              | Land        | Zeit    | Punkte |
| ----- | --------------------------------- | ----------- | ------- | ------ |
| 1     | Jan Bos                           | Niederlande | 1:11,10 | 35,55  |
| 2     | Erben Wennemars                   | Niederlande | 1:11,74 | 35,87  |
| 3     | Jeremy Wotherspoon Kevin Overland | Kanada      | 1:12,28 | 36,14  |
| 5     | Jakko Jan Leeuwangh               | Niederlande | 1:12,29 | 36,14  |
| 6     | Christian Breuer                  | Deutschland | 1:12,44 | 36,22  |
| 7     | Ådne Søndrål                      | Norwegen    | 1:12,47 | 36,23  |
| 8     | Sylvain Bouchard                  | Kanada      | 1:12,51 | 36,25  |
| 9     | Paweł Abratkiewicz                | Polen       | 1:12,70 | 36,35  |
| 10    | Manabu Horii                      | Japan       | 1:12,86 | 36,43  |
|       |                                   |             |         |        |
| 18    | Roland Brunner                    | Österreich  | 1:13,61 | 36,80  |
| 26    | Michael Künzel                    | Deutschland | 1:14,45 | 37,22  |